# 치아라 자니
키아라 재니(Chiara Zanni, 1978년 7월 19일 ~ )는 캐나다의 배우, 성우이다.
밴쿠버에서 태어났다.

## 출연 작품
- 리버월드 (2010년)
- 메세지가 삭제되었다 (2009년)
- 굿 럭 척 (2007년)
- 바비 12명의 춤추는 공주 이야기 (2006년) - 에델린 목소리 역
- 바비: 페어리토피아 (2005년)
- 페어리테일 크리스마스 (2005년)
- 마이 리틀 포니 (2005년)
- 바이오니클 - 빛의 가면 (2003년)
- 엑스맨 2 - 엑스투 (2003년)
- 40 데이즈 40 나이트 (2002년)
- 프로작 네이션 (2001년)
- 엑스맨 - 에볼루션 (2000년)
- 무한의 리바이어스 (1999년)
- 사이버 킬러 (1998년)
- 꽃보다 남자 (1996년)
- 바이 바이 블루 (1995년)